# Grandrupt-de-Bains
Grandrupt-de-Bains é uma comuna francesa na região administrativa de Grande Leste, no departamento de Vosges. Estende-se por uma área de 3,7